# Greeneville
Greeneville is een plaats (town) in de Amerikaanse staat Tennessee, en valt bestuurlijk gezien onder Greene County.

## Demografie
Bij de volkstelling in 2000 werd het aantal inwoners vastgesteld op 15.198.
In 2006 is het aantal inwoners door het United States Census Bureau geschat op 15.537, een stijging van 339 (2,2%).

## Geografie
Volgens het United States Census Bureau beslaat de plaats een oppervlakte van
36,4 km², geheel bestaande uit land. Greeneville ligt op ongeveer 475 m boven zeeniveau.

## Plaatsen in de nabije omgeving
De onderstaande figuur toont nabijgelegen plaatsen in een straal van 32 km rond Greeneville.

## Geboren
- Eliza Johnson (1810-1876), echtgenote van president Andrew Johnson
- Jonathan Santore (1963), componist, muziekpedagoog, dirigent en trompettist